# Lisec, Trebnje
Lisec je naselje v občini Trebnje. Meji na občino Žužemberk.
Lisec je razloženo naselje na obsežnem pobočju istoimenskega hriba, ki se vleče v smeri severozahod - jugovzhod. Njivskih površin skoraj ni, osoje ter zgornji in spodnji del prisojnega pobočja porašča bukov gozd, osrednji del prisojnega pobočja pa je posejan z vinogradi in zidanicami. Na vzhodnem pobočju je cerkev svetega Križa, ki se prvič omenja leta 1526, njen srednjeveški značaj pa je zabrisala postopna barokizacija, ko so v 17. stoletju prislonili pravokotni prezbiterij s križnatim grebenastim obokom in kasneje podaljšali in preobokali ladjo. Na pobočju Lisca  sta tudi Liška in Gornikova jama, ki sta pravzaprav brezni.  
Je vinogradniško naselje, krasno za sproščujoče sprehode.